# Beutel

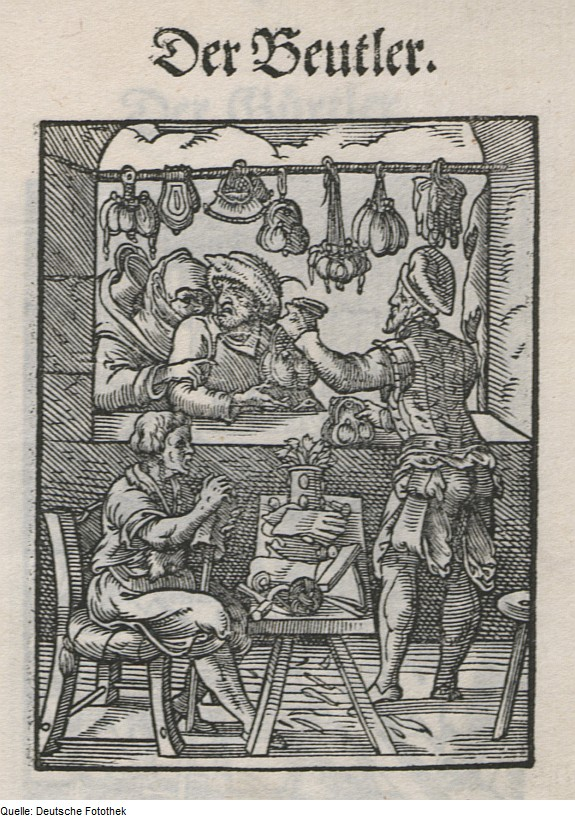
Werkstatt eines frühneuzeitlichen Beutlers (Ständebuch von 1568)

Ein Beutel ist ein hohler, dünnwandiger, leicht verformbarer Gegenstand, der zur Aufnahme von anderen Gegenständen geeignet ist. Er hat eine meistens verschließbare Öffnung, durch die er gefüllt und geleert werden kann.

## Material

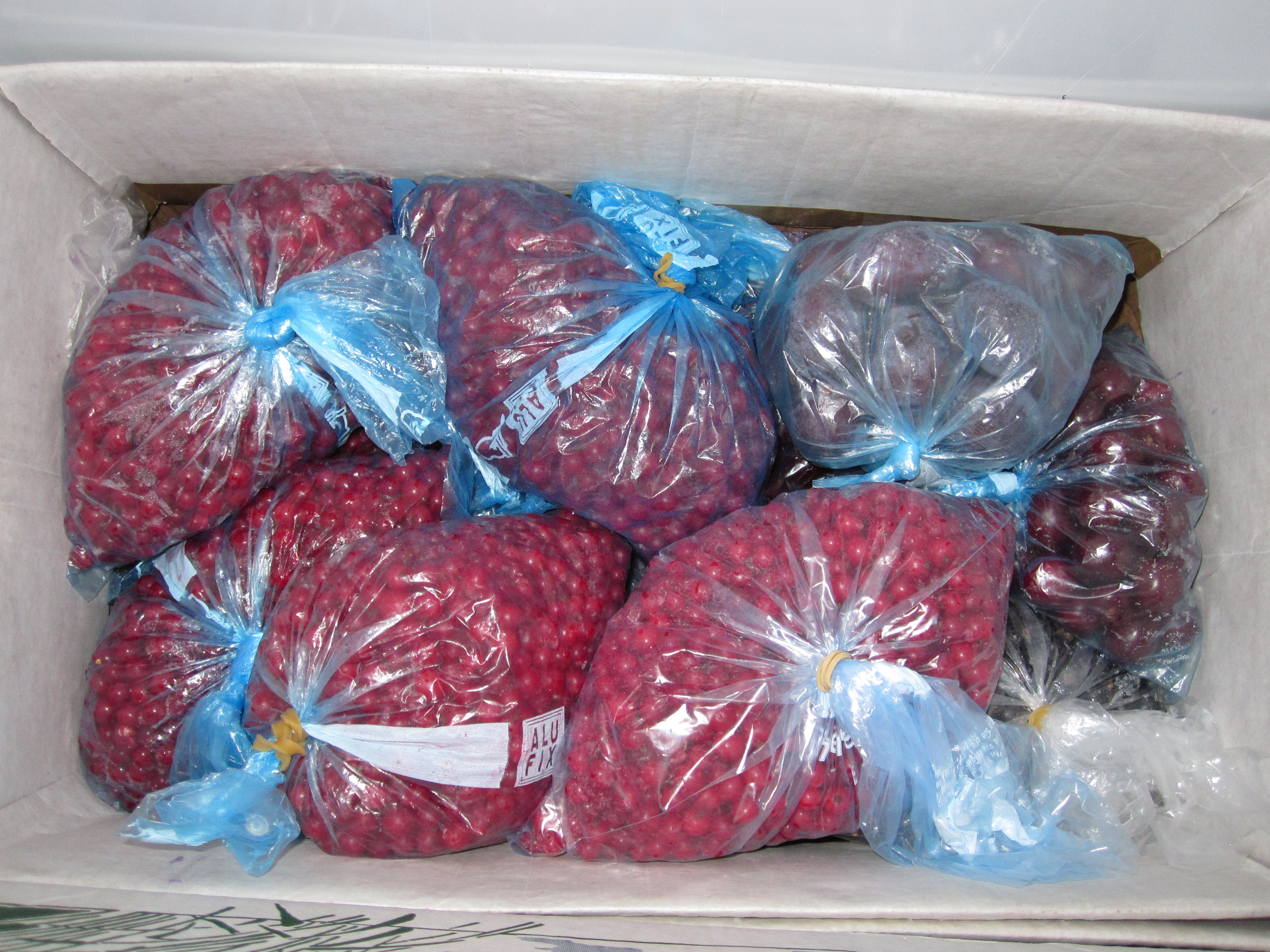
Gefrierbeutel mit Roten Johannisbeeren

Beutel können aus unterschiedlichen Werkstoffen bestehen und so eingeteilt werden:
- Kunststoff-Folie:
  - Allzweckbeutel
  - Druckverschlussbeutel
  - Gefrierbeutel
  - Kunststoff- oder Plastiktüte(-beutel)
  - Müllbeutel

- Leder:
  - in einem so genannten Wasserbeutel bewahren viele Menschen Wasser auf
  - als Weinbeutel in Spanien verbreitet

- Papier
  - Papiertüte
  - Staubsaugerbeutel

- Textil aus Kunst- oder Naturfasern:
  - Einkaufsbeutel
  - Einkaufsnetz
  - luftdurchlässige Beutel für die Lagerung von getrocknetem Obst oder Kräutern
  - Stoffbeutel
  - Turnbeutel
  - Wäschebeutel
  - Wäschenetz für empfindliche Maschinenwäsche

## Wortbestandteil

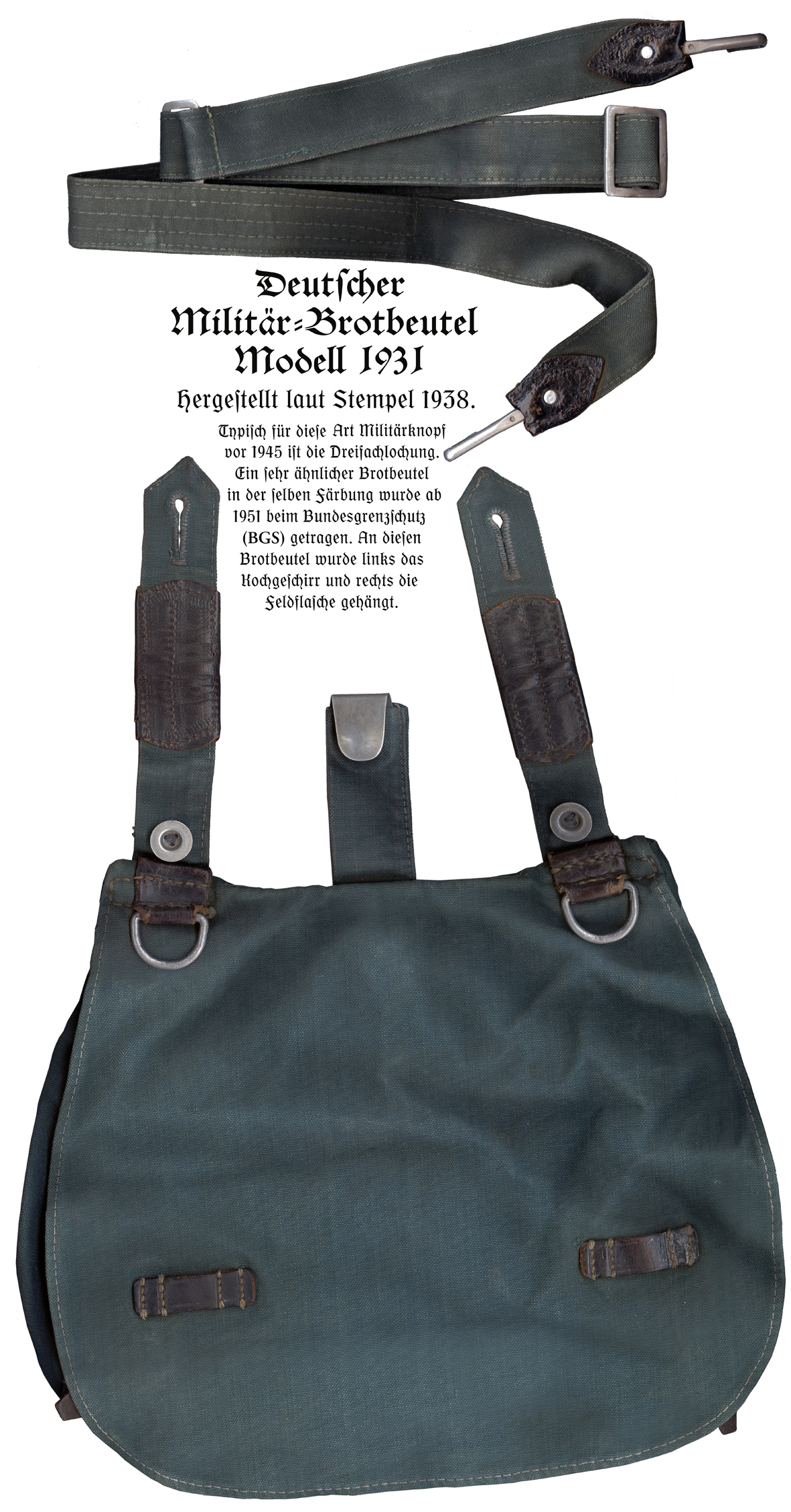
Deutscher Militärbrotbeutel Modell 1931, von Bundesgrenzschutz, diversen Polizeieinheiten und NVA bis 1990 in ähnlicher Form getragen

In der biologischen Umgebung bilden Haut und anderes Gewebe das körpereigene Material für beutelförmige Gebilde.
- Beuteltiere (wie Kängurus) ziehen ihre Jungen in einem Beutel an der Vorderseite ihres Bauches groß
- Schleimbeutel bezeichnen in der Anatomie kleine Beutel, die mit Synovialflüssigkeit gefüllt sind. Sie befinden sich an den Stellen, an denen Muskeln direkt über den Knochen ziehen.

Eine Einteilung von Beuteln kann nach Nutzung oder Verschlussform erfolgen.
- Adhäsionsverschlussbeutel: wiederverschließbare Beutel aus LDPE, HDPE oder PP mit einer abgeschrägter Klappe
- Beatmungsbeutel: Hilfsmittel zur manuellen Beatmung von Patienten mit Atemstillstand oder insuffizienter (nicht ausreichender) Atmung
- Bocksbeutel: Form von Weinflaschen, für Frankenwein und auch für portugiesischen Vinho Verde.
- Brotbeutel: Gepäckstück ursprünglich militärischer Natur, das mit einem Riemen oder am Koppel getragen wird
- Druckverschlussbeutel: verschiedene Varianten wiederverschließbarer  mit Stempelfeld, Eurolochung, Extra Stark
- EMS-Beutel: Luftpostbeutel (Express Mail Service Beutel) aus Baumwolle, siehe auch: M-Beutel
- Geldbeutel: kleine Tasche oder Beutel, in dem in erster Linie Bargeld aufbewahrt wird
- Headerbeutel: ein glasklarer, sehr transparenter PP-Beutel überwiegend als Verkaufsverpackung
- Hirschbeutel: Erkennungszeichen der DDR-spezifischen Blueserszene
- Kochbeutel: bestehen aus temperaturbeständiger Kunststofffolie zum Garen oder Erwärmen von (Fertig-)Lebensmitteln
- Kordelzugbeutel: die Kordel verschließt zusammengezogen den Beutel
- Kulturbeutel: (anders als der Name vermuten lässt) zur Aufbewahrung von Wasch- und Kosmetikartikeln genutzt
- Luftpolsterfolienbeutel: zum Transport von empfindlichen Artikeln mit luftgefüllter Kunststofffolie
- Schieb- oder Gleitverschlussbeutel: durch einen Platikmechanismus wiederholt wiederverschließbar
- Treibladungsbeutel: portioniertes Treibladungspulver in Kunstseide-Beutel vereinfacht in der Artillerietechnik den Ladevorgang eines Geschützes, beispielsweise bei Salut
- Vakuumbeutel: abpumpbare Kunststofftüte zur Lebensmittelaufbewahrung, oder zur Verringerung des Volumens von Lagerware
- Windbeutel: lockeres Gebäck mit Füllung

## Trivia
- Wird jemand gebeutelt, so wird er (buchstäblich oder im übertragene Sinne) geschüttelt wie ein Rüttelbeutel.[1][2] (Siehe auch Sieben (Klassierverfahren)).

- In der Vulgärsprache wird der Hodensack mit Beutel benannt: in österreichischer Schreibweise eher Beitl, Wienerisch: Beidl. Als (augenzwinkerndes) „Schimpfwort“ wird Beitl für Machos gebraucht.
- Im Rahmen einer Lebenszyklusanalyse wurde 2011 von britischen Wissenschaftlern die Umweltbilanz verschiedener Materialien verglichen, die für Beutel Verwendung finden. Dabei wurden folgende Vielfache für die wiederholte Verwendung gegenüber der einmaligen Nutzung von herkömmlichen HDPE-Beuteln ermittelt, um ein geringeres Potenzial für die globale Erwärmung aufzuweisen.[3]
  - Papier-Beutel sollten mindestens dreimal,
  - LDPE-Beutel sollten mindestens viermal,
  - Polypropylen-Beutel sollten mindestens elfmal und
  - Vliesstoff- und Baumwoll-Beutel wenigstens 131 Mal wiederverwendet werden.
- Ein Mensch, der die Fähigkeit hat, komplexe, großartig klingende Satzgebilde zu formen, aber letztlich (wie ein Windbeutel) nur „heiße Luft“ von sich gibt, wird als Spruchbeutel[4] bezeichnet.